# Frasses
Pour les articles homonymes, voir Frasses (homonymie).
Frasses (Frassè  en patois fribourgeois) est une localité et une ancienne commune suisse du canton de Fribourg, située dans le district de la Broye.

## Histoire
Frasses fit partie de la seigneurie d'Estavayer-Montet, dont les droits, en 1519, étaient répartis entre Philippe d'Estavayer, le duc de Savoie et Fribourg. La dîme appartint aux majors de Cugy (XIVe siècle) et, dès 1389, à Girard de Moudon, bourgeois de Montagny.
Guillaume et Louis de Gruyères-Aigremont en détenaient la moitié en 1525. Le village de Frasses fit partie du bailliage d'Estavayer (1536), puis du district du même nom de 1798 à 1848. Au spirituel, Frasses releva des paroisses de Cugy, de Morens-Bussy (1676) et de Montet (Broye) dès 1701. L'ancienne commune est située sur la ligne ferroviaire Payerne-Estavayer-le-Lac depuis 1878. Remaniement parcellaire (1968, 1991) et améliorations foncières (1994). Depuis 2001, le territoire de Frasses est traversé par l'autoroute A1 (sortie d'Estavayer-le-Lac).
En 2004, Frasses fusionne avec ses voisines d'Aumont, Granges-de-Vesin et Montet pour former la nouvelle commune de Les Montets.

## Toponymie
1142 : Fraces

## Démographie
Frasses comptait 94 habitants en 1811, 123 en 1850, 122 en 1900, 115 en 1950, 95 en 1970, 154 en 2000.